# Wionczemin Polski (gromada)
Wionczemin Polski (od 31 XII 1959 Juliszew) – dawna gromada, czyli najmniejsza jednostka podziału terytorialnego Polskiej Rzeczypospolitej Ludowej w latach 1954–1972.
Gromady, z gromadzkimi radami narodowymi (GRN) jako organami władzy najniższego stopnia na wsi, funkcjonowały od reformy reorganizującej administrację wiejską przeprowadzonej jesienią 1954 do momentu ich zniesienia z dniem 1 stycznia 1973, tym samym wypierając organizację gminną w latach 1954–1972.
Gromadę Wionczemin Polski z siedzibą GRN w Wionczeminie Polskim (w obecnym brzmieniu Wiączemin Polski) utworzono – jako jedną z 8759 gromad na obszarze Polski – w powiecie gostynińskim w woj. warszawskim, na mocy uchwały nr VI/10/3/54 WRN w Warszawie z dnia 5 października 1954. W skład jednostki weszły obszary dotychczasowych gromad Juliszew, Nowosiadło, Sady, Świniary, Wionczemin Nowy i Wionczemin Polski ze zniesionej gminy Czermno w tymże powiecie. Dla gromady ustalono 12 członków gromadzkiej rady narodowej.
31 grudnia 1959 do gromady Wionczemin Polski przyłączono wsie Alfonsów i Leonów ze znoszonej gromady Łaziska w tymże powiecie, po czym gromadę Wionczemin Polski zniesiono przenosząc siedzibę GRN z Wionczemina Polskiego do Juliszewa i zmieniając nazwę jednostki na gromada Juliszew.